# Нелиньо
Мануэ́л Ресе́нде де Ма́тос Кабра́л (порт. Manuel Resende de Matos Cabral; 26 июля 1950, Рио-де-Жанейро), более известен под именем Нели́ньо (порт. Nelinho) — бразильский футболист, правый защитник. Участник двух чемпионатов мира. Входит в список 80-ти самых результативных защитников по числу голов в национальных чемпионатах.

## Биография
Любимой игрушкой Нелиньо в детстве был мяч, когда ему было 8 лет, он мог целый день играть в футбол, а когда партнёров по игре не было, он бил им по стене, а также тренировал дриблинг, обводя препятствия.
Нелиньо начал свою карьеру в молодёжном составе клуба «Олария», откуда он перешёл в клуб «Бонсусессо», подписав свой первый профессиональный контракт. В «Бонсусессо» тренером был Амаро, бывший игрок «Коринтианса», который многому научил молодого защитника, за что тот был ему благодарен. В 1970 году Нелиньо уехал в Португалию, где провёл сезон за клуб «Баррейренсе», затем вернулся в Южную Америку и играл за «Америку», затем выступал 9 месяцев в венесуэльском клубе «Депортиво Ансоатеги», а потом вновь на родине в «Ремо».
В 1973 году Нелиньо перешёл в «Крузейро», куда его пригласил тренер клуба Орландо Фантони, известный тем, что умел находить таланты в небольших клубах. В составе «Крузейро» Нелиньо выиграл 4 чемпионата штата Минас-Жерайс и три Кубка Либертадорес. В те же годы он играл за сборную Бразилии, проведя 28 матчей и забив 8 голов, один из которых на чемпионате мира 1978 в ворота сборной Италии принёс бразильцам победу и бронзовые медали первенства. В 1980 году Нелиньо принял решение покинуть «Крузейро» после критики со стороны президента клуба Фелисио Бранди.
Из «Крузейро» Нелиньо перешёл в клуб «Гремио», где провёл 2 сезона и выиграл чемпионат штата Риу-Гранди-ду-Сул. В 1982 году Нелиньо был куплен клубом «Атлетико Минейро», заплатившим за трансфер защитника 20 млн крузейро, нарушив договорённости между «Атлетико» и «Крузейро» не покупать игроков, выступавших за эти противоборствующие команды. С «Атлетико» Нелиньо выиграл 4 чемпионата штата, став одним из лучших игроков команды. Он пришёл в клуб в возрасте 32 лет, пытаясь доказать президенту «Крузейро», что он ещё может играть на высоком уровне. В середине 80-х годов Нелиньо, сам бывший ветераном, сказал, что многие опытные футболисты в Бразилии, пользуются дружбой президентов и тренеров клуба, которые только из-за этого ставят их в состав. Свой последний матч Нелиньо сыграл 18 февраля 1987 года с клубом «Рио-Бранко», завершившийся вничью 0:0. Позже он сыграл прощальный матч, в котором «Атлетико Минейро» и «Крузейро» встречались между собой, в той игре Нелиньо забил 2 гола.
С 1987 по 1990 год Нелиньо работал депутатом штата Минас-Жерайс. С 31 января по 27 июня 1993 года Нелиньо тренировал «Атлетико Минейро», под его руководством клуб провёл 27 матчей, из которых выиграл 17, 5 свёл вничью и 5 проиграл. С 2005 по 2008 год Нелиньо работал футбольным комментатором на канале O’Globo. Сейчас Нелиньо владеет спортзалом для женщин Ванда Бамбирра, академией спорта и танцев.

## Достижения

### Командные
- Чемпион штата Минас-Жерайс: 1973, 1974, 1975, 1977, 1982, 1983, 1985, 1986
- Обладатель Кубка штата Минас-Жерайс: 1973, 1975, 1979
- Обладатель Кубка Либертадорес: 1976
- Обладатель Кубка Рио-Бранко: 1976
- Обладатель Кубка Освалдо Круза: 1976
- Обладатель Кубка Атлантики: 1976
- Чемпион штата Риу-Гранди-ду-Сул: 1980

### Личные
- Обладатель Серебряного мяча Бразилии: 1975, 1979, 1980, 1983